# 生島足島神社

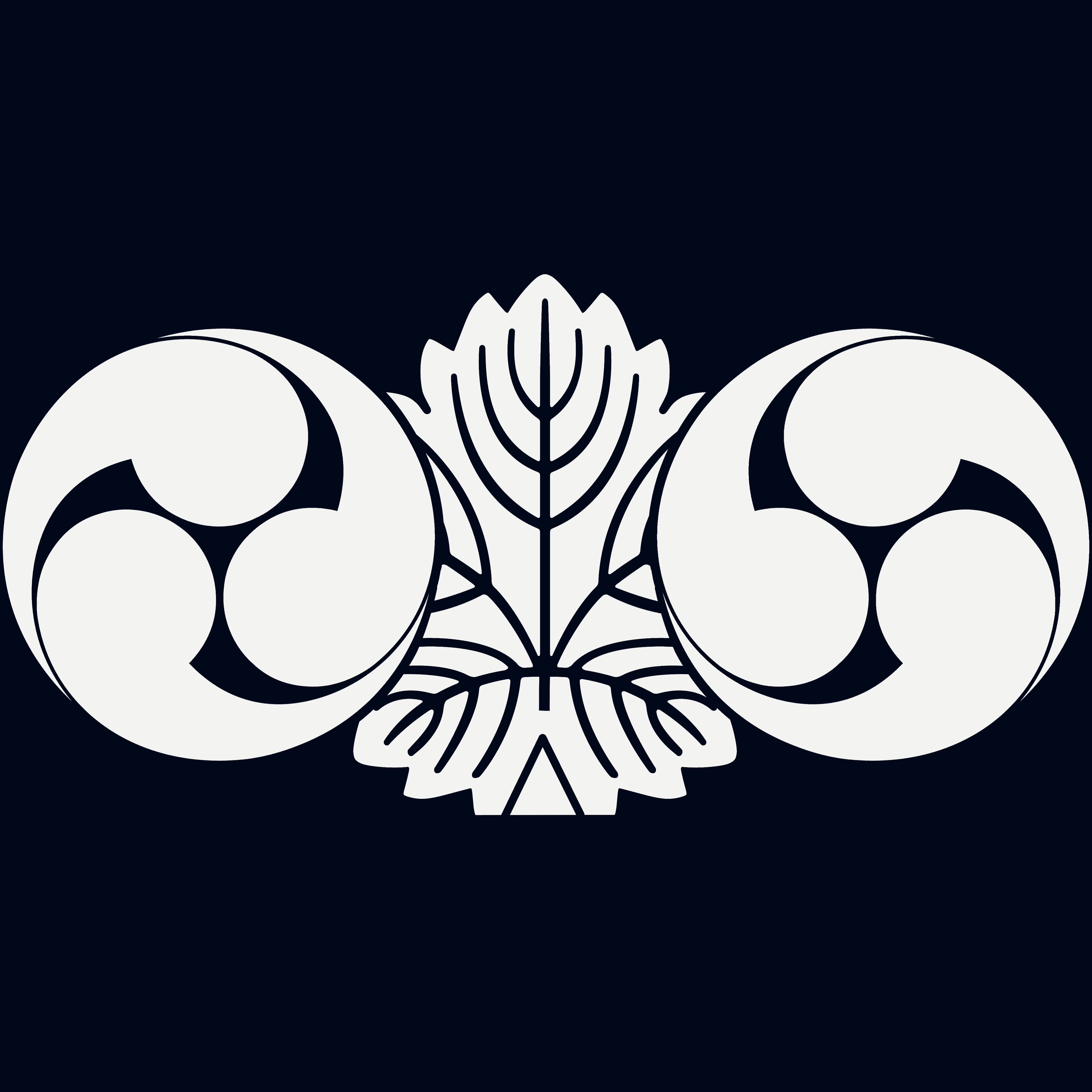
生島足島神社の神紋

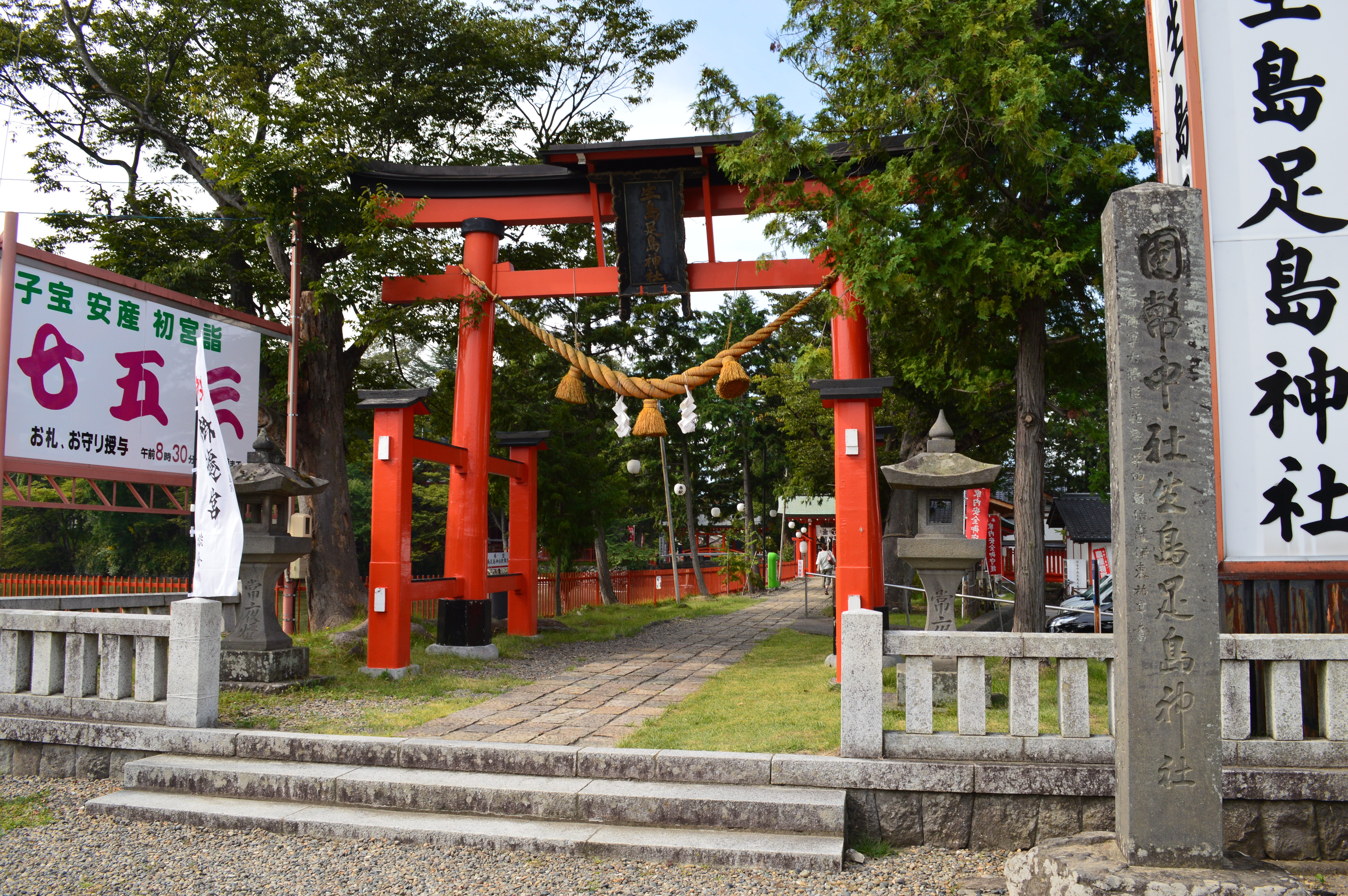
東鳥居

生島足島神社（いくしまたるしまじんじゃ）は、長野県上田市下之郷にある神社。式内社（名神大社）。旧社格は国幣中社で、現在は神社本庁の別表神社。

## 祭神
主祭神は次の2柱。
- 生島大神（いくしまのおおかみ）
- 足島大神（たるしまのおおかみ）

生島大神は万物を生み育て生命力を与える神、足島大神は国中を満ち足らしめる神という。『延喜式』神名帳では、宮中の神祇官西院で祀られる神々23座のうちに「生島神・足島神」の記載があり、朝廷とつながりの深い神々であることが知られる。

## 歴史

### 創建
創建は不詳。社伝では、建御名方富命（摂社諏訪神社祭神）が諏訪へ向かっていた時、この地に留まり、生島・足島両神に米粥を煮て献じたという。この伝承から、生島・足島両神は当地の地主神であると見られており、伝承自体は現在も特殊神事の「御籠祭（おこもりさい）」に名残を残している。
一方『延喜式』神名帳には、宮中の神祇官西院で祀られる神23座のうちにも生島神・足島神の記載がある。このことや科野国造の本拠であったことをもって、神武天皇の後裔である科野国造の多氏（並びに同族の金刺氏・他田氏）が国魂として宮中から両神を勧請したという説もある。この中で、金刺氏がのちに諏訪大社下社の大祝を務めたことと、摂社諏方神社の関連性が併せて指摘される。
なお、生島足島神社の南西方にある泥宮を旧鎮座地にあてる説もある。

### 概史
『新抄格勅符抄』大同元年（806年）牒によれば、当時の「生島足島神」には神戸として信濃国から1戸が充てられていた。
延長5年（927年）成立の『延喜式』神名帳には信濃国小県郡に「生島足島神社二座 並名神大」と記載され、名神大社に列している。
生島足島神社には皇室や武将の崇敬が篤く、北条国時が社殿を営繕、真田昌幸・信之らの武将が神領を寄進し社殿を再建するなどの崇敬を表している。また、武田信玄が上杉謙信との戦いに際し奉じた直筆の願文等が現在も「生島足島神社文書」（国の重要文化財）として残されている。同文書によると、中世以降は「下之郷大明神」「諏方法性大明神」「下之郷上下宮」等と呼称されていた。その後、社名は寛政11年（1799年）に京都吉田家によって「生島足島神社」と改称した。
明治維新後、1871年 (明治4年) に近代社格制度において県社に列格し、明治32年（1899年）には国幣中社に昇格した。

## 境内

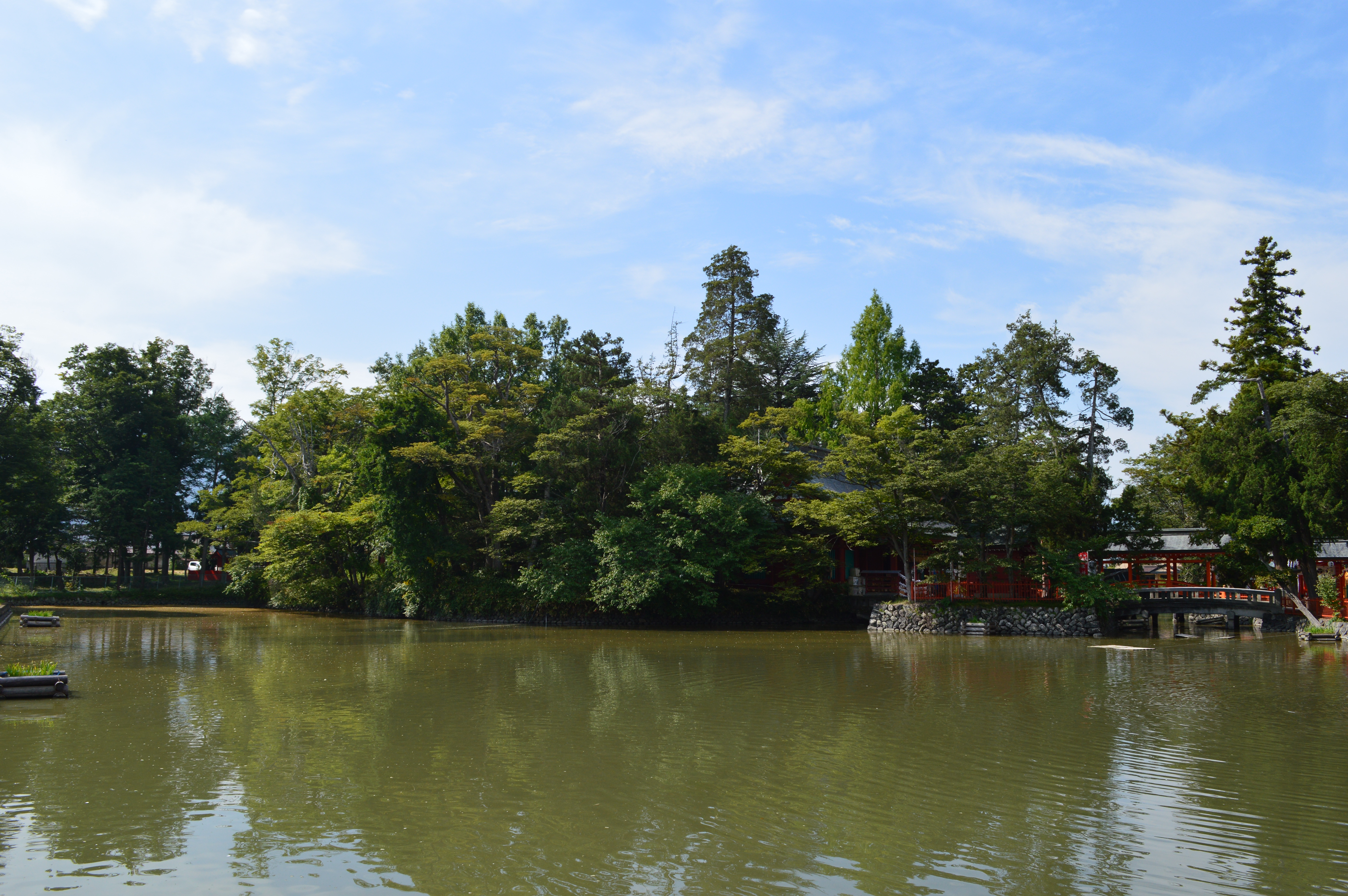
境内遠景境内は池の中の小島に鎮座する。

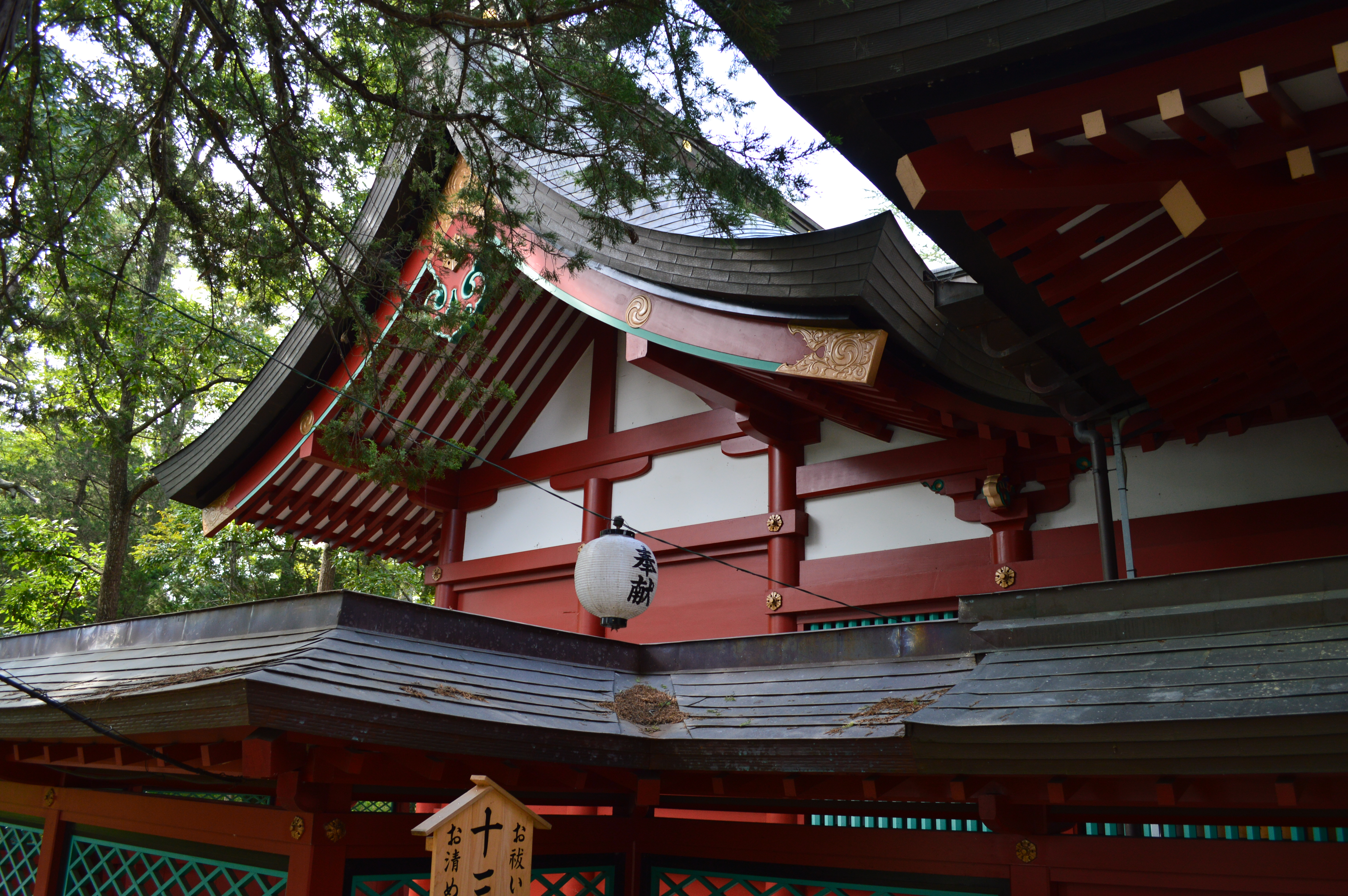
本殿本殿内部にある内殿は長野県宝。

本社は、池に浮かぶ小島の上に鎮座する「池心の宮」という古代的形態を採る。本社社殿は昭和16年造営の権現造で、北面して鎮座し、摂社諏訪神社（下の宮）と正対する。本社は、諏方神社に対して「上の宮」と称される。両社の間には「神橋」と呼ばれる橋がかかるが、普段の一般参拝者は渡ることができず、諏訪神が本社に遷座する時のみ開かれる。設計は神祇院造営課。そのほか、本社と諏訪神社全体を取り囲む四方には、諏訪系の神社特有の御柱が建てられている。
本社本殿内には、さらに内殿がある。この内殿はかつては旧本殿として屋外にあったが、18世紀後期から19世紀に覆屋としての現本殿が建てられ、現在のような内殿となった。内殿の規模は、正面柱間三間（4.82メートル）、側面柱間二間（3.10メートル）で、屋根は切妻造の厚板張（当初は柿葺）。内部は、向かって左側二間が内陣、右側一間が外陣。外陣は、諏訪大神が半年間生島・足島両神にご飯を炊いて奉った場所であるといい、この伝承は現在も「御籠祭」での外陣を使った祭式に残っている。床は、内陣・外陣とも土間であり、内陣の土間すなわち「大地」が生島足島神社の神体とされている。なお、外陣にはかつて向拝があったと見られている。この内殿は室町時代の天文年間（1522年 - 1555年）の造営と見られ、長野県宝に指定されている。
歌舞伎舞台は、間口九間（16.36メートル）、奥行七間（12.27メートル）で農村歌舞伎舞台の中で最大規模を誇る。伝えでは、明治元年（1868年）に建設され、その後校舎や集会所としても利用されたという。江戸期の農村歌舞伎舞台の典型的な姿を完全に伝えており、長野県宝に指定されている。
そのほか、境内東方には大鳥居が建てられている（北緯36度21分53.20秒 東経138度13分30.14秒 / 北緯36.3647778度 東経138.2250389度）。

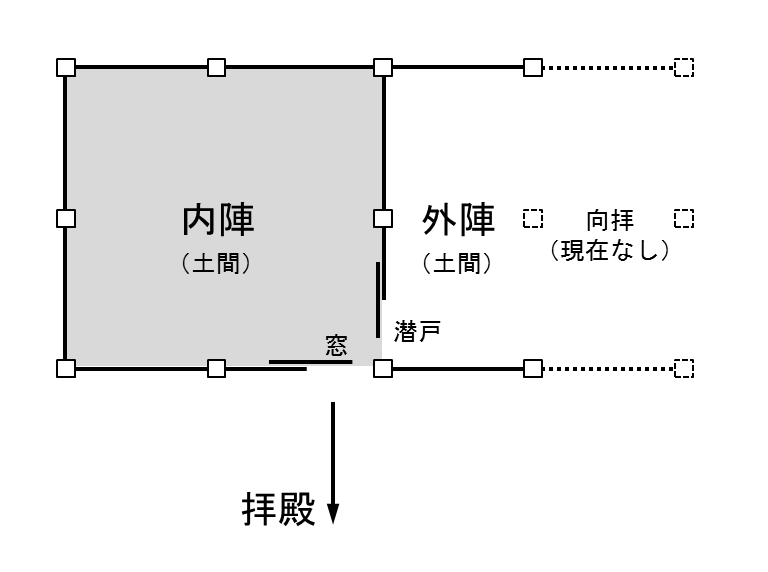
内殿平面図
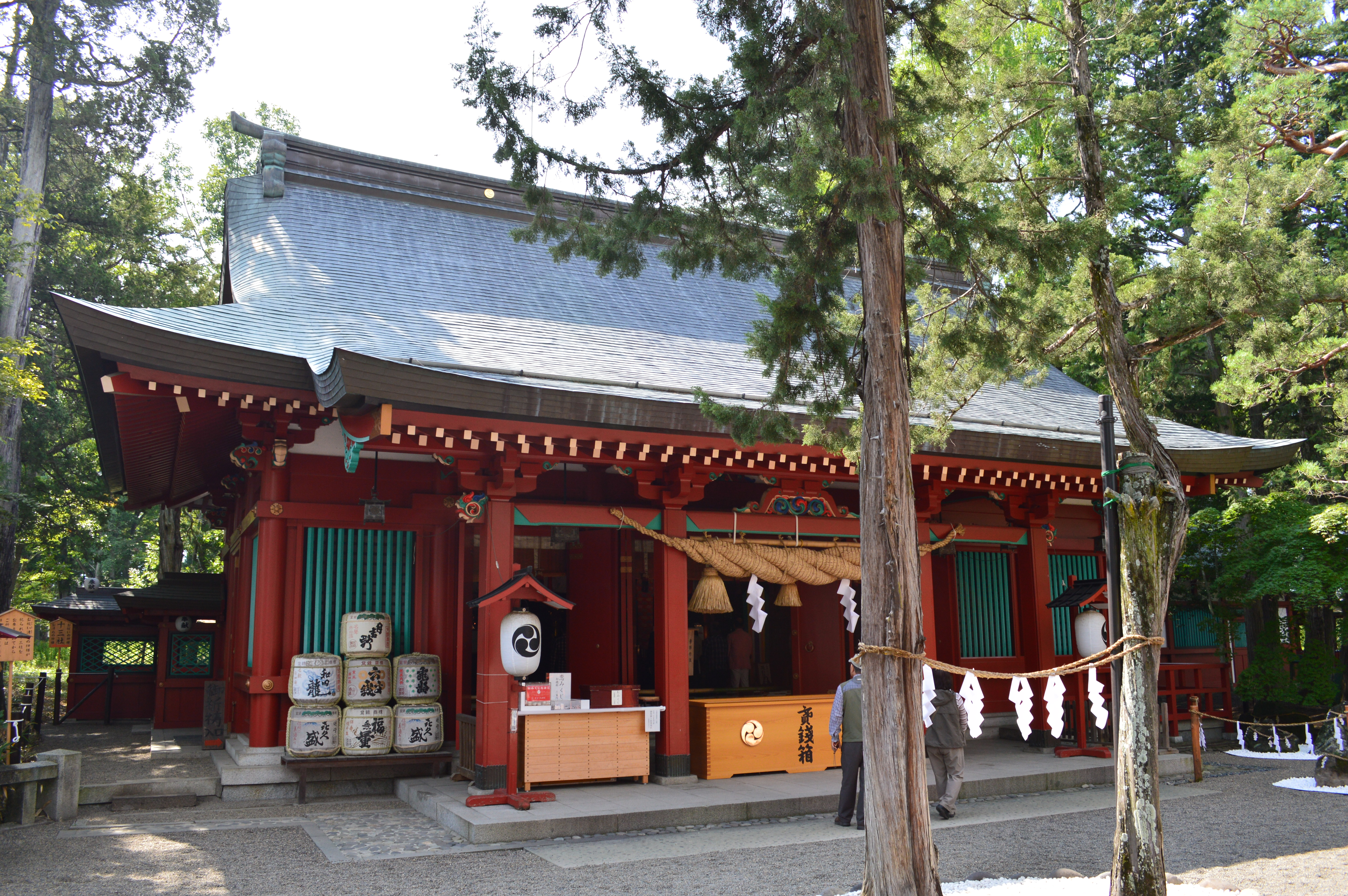
拝殿
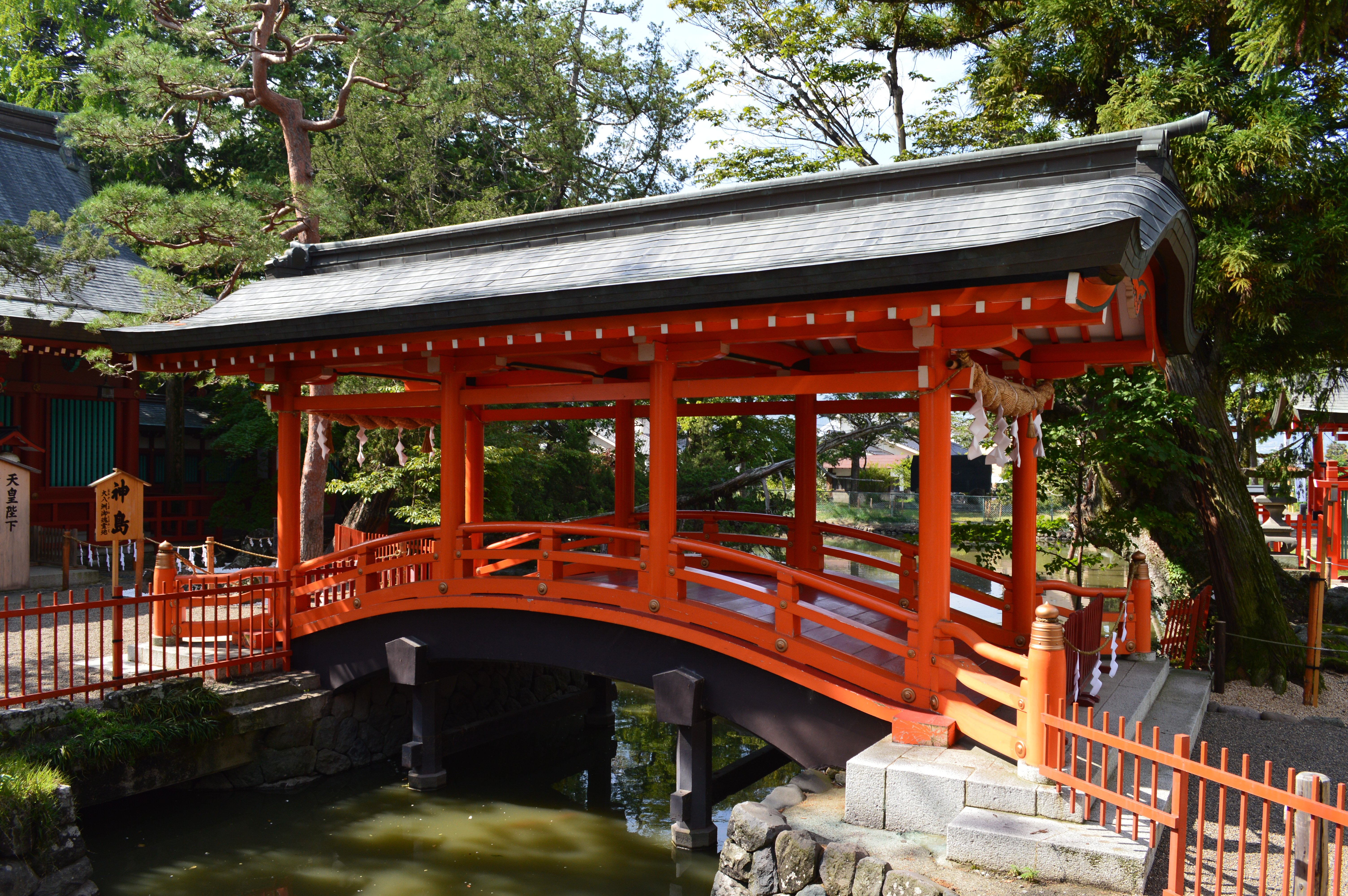
神橋
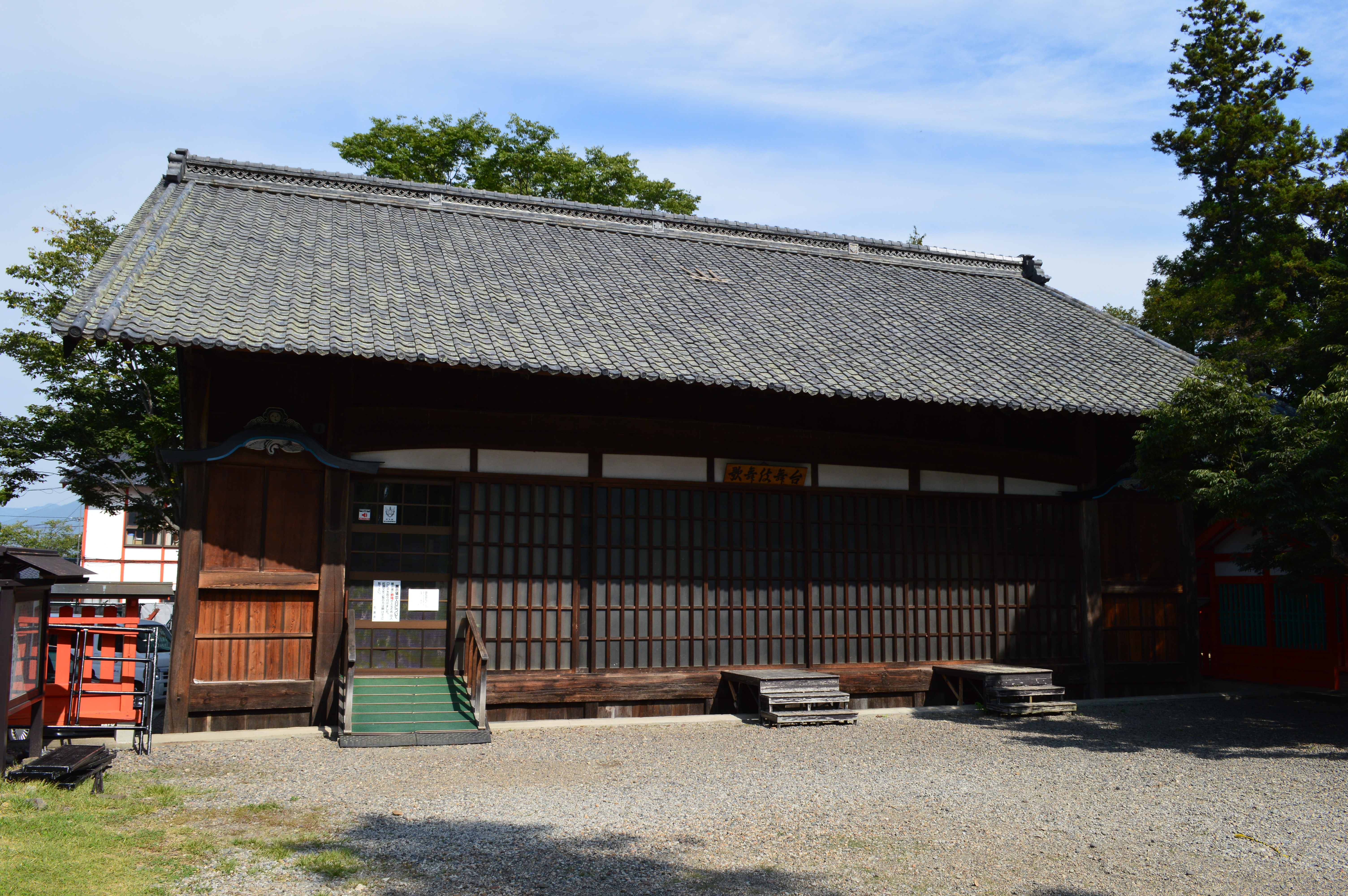
歌舞伎舞台（長野県宝）

## 摂末社

### 摂社（下の宮）
諏訪神社

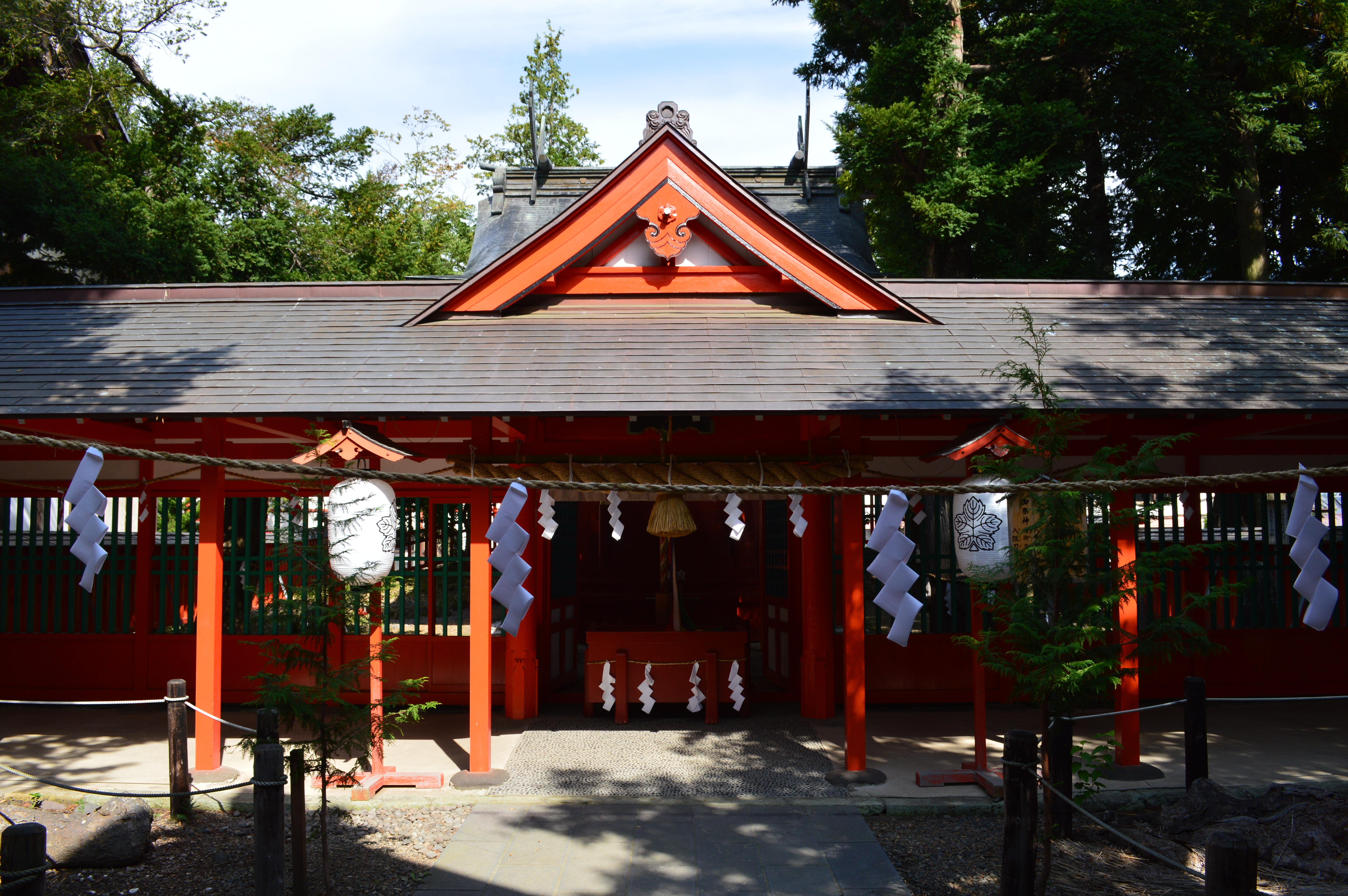
諏訪神社（長野県宝）

- 祭神：建御名方富命、八重事代主命、八坂刀売命

池中に立つ本社に対して、正対して鎮座する。本社の「上の宮」に対して、諏訪神社は「下の宮」と称される。
棟札によると、社殿は慶長15年（1610年）に上田藩主・真田信之の寄進によって再建されたという。その際に本殿の部材は1本の木から作られたこと、棟梁は宮坂勘四郎であることも記されている。本殿の形式は、柱間が2.8メートルの一間社流造で、屋根は銅板葺（元は柿葺）。全体に彩色が施されている。本殿前の門も本殿と同時期の建築と考えられており、内部に床を張った諏訪系の神社に見られる「御門屋」の形式を取っていたことがわかっている。本殿・門ともに安土桃山時代の様式を伝えており、長野県宝に指定されている。

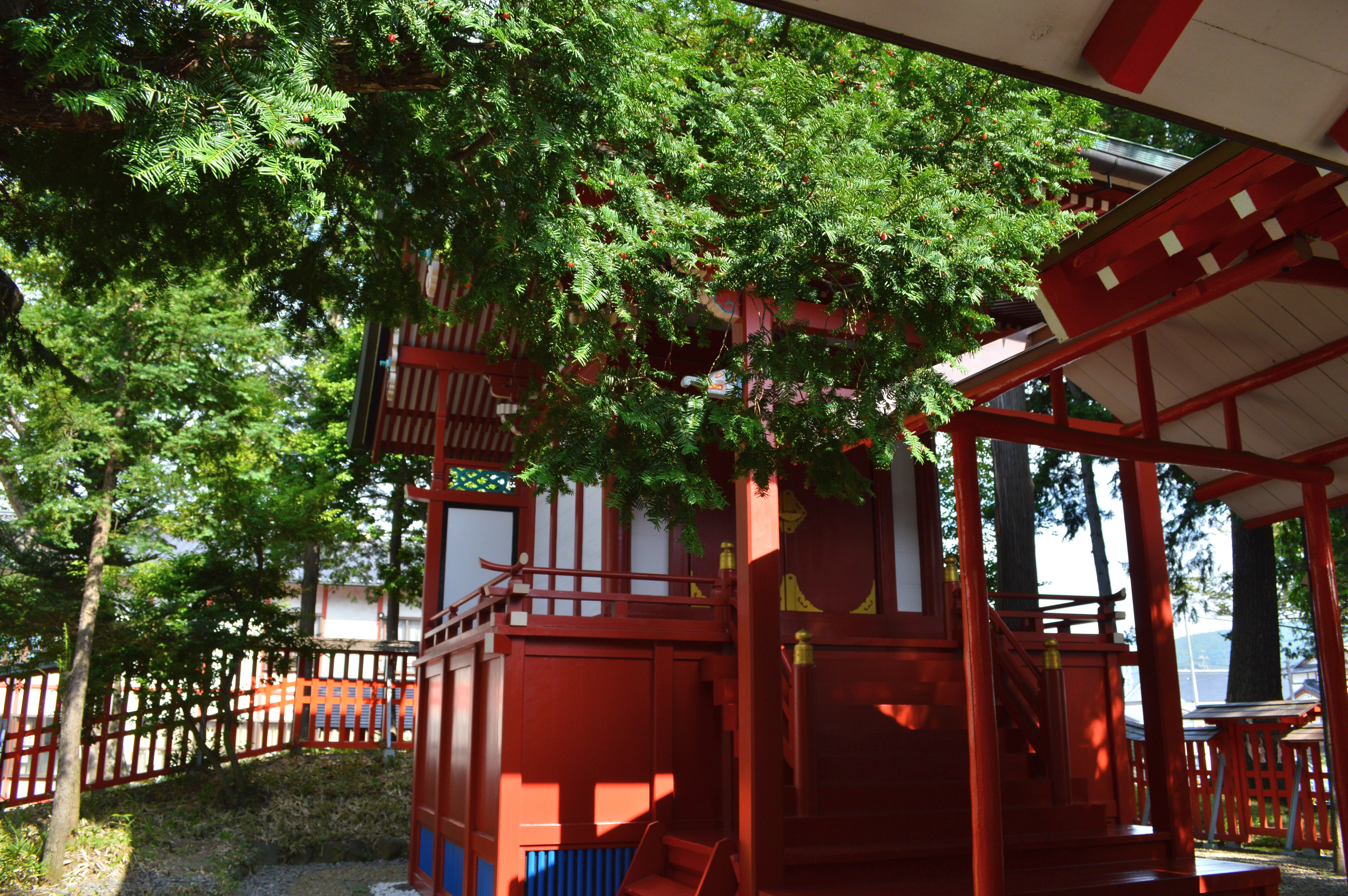
本殿（長野県宝）
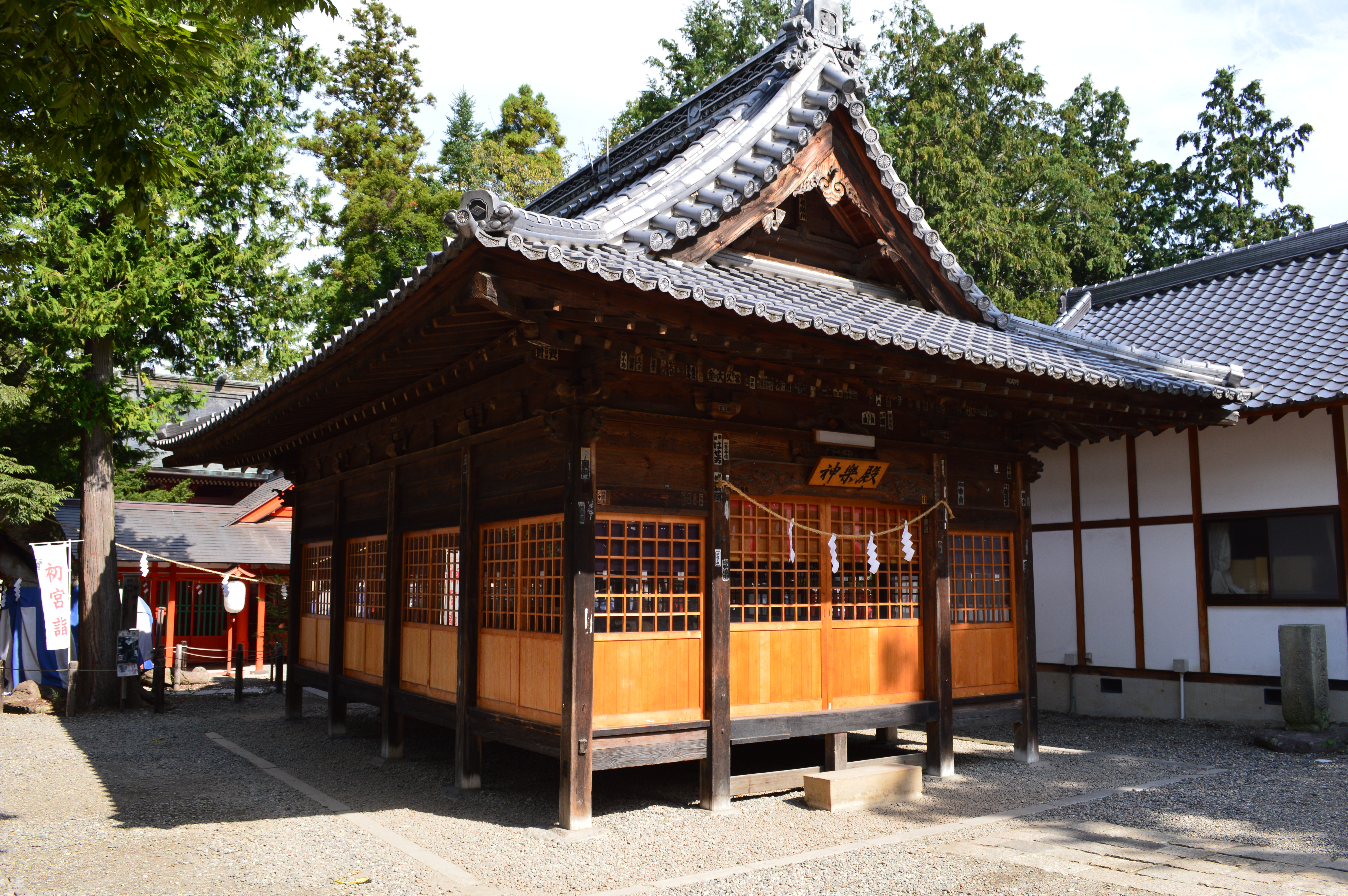
神楽殿（拝殿）

### 末社
境内社
- 荒魂社（あらみたましゃ） - 祭神：生島大神・足島大神の荒魂
- 八幡社 - 祭神：誉田別命、玉依比売命、伊弉冉尊
- 子安社 - 祭神：木花開耶姫命、彦火瓊瓊杵尊
- 十三社 - 祭神：祓戸神13柱[注釈 1]
- 秋葉社

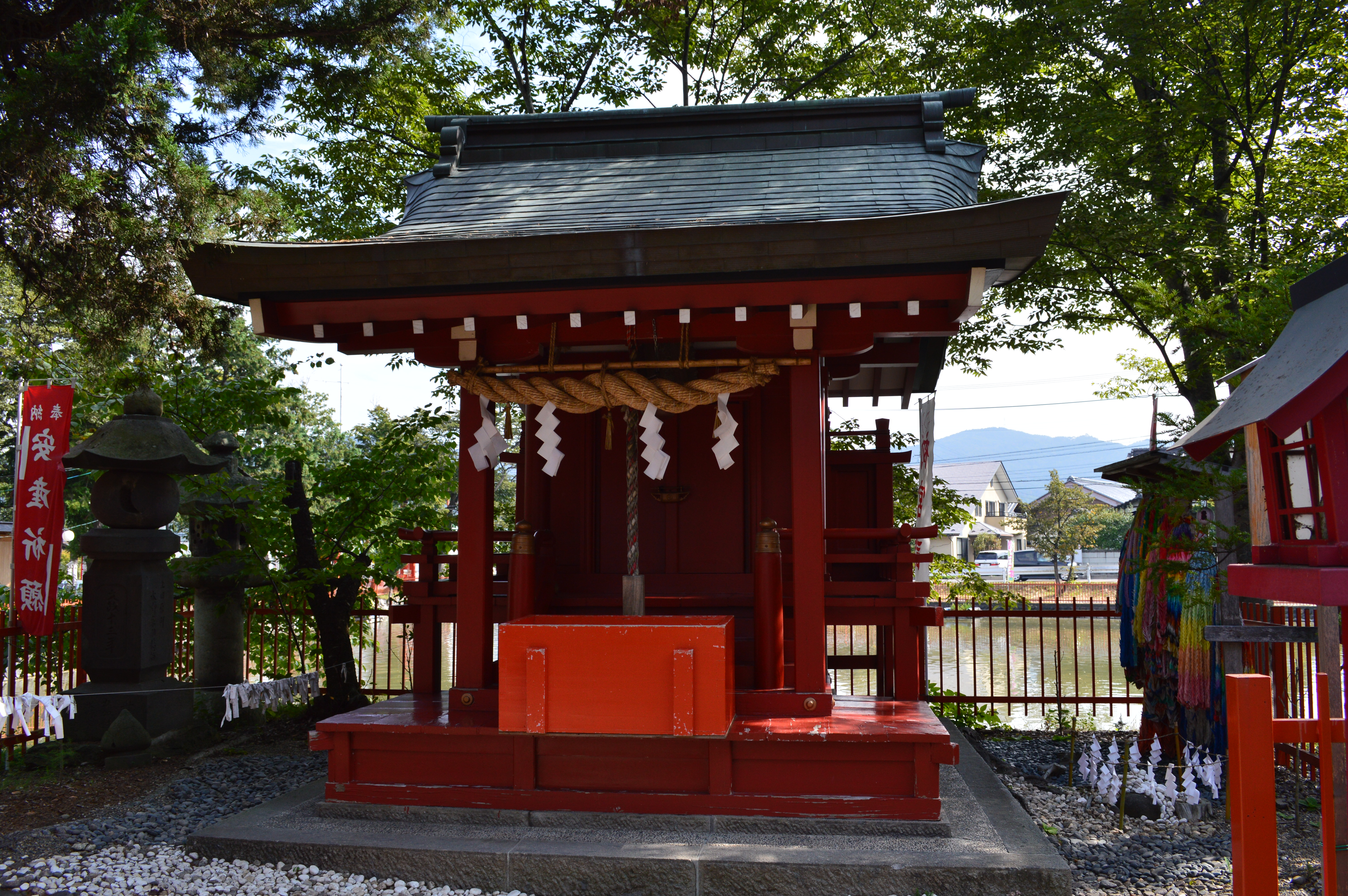
子安社
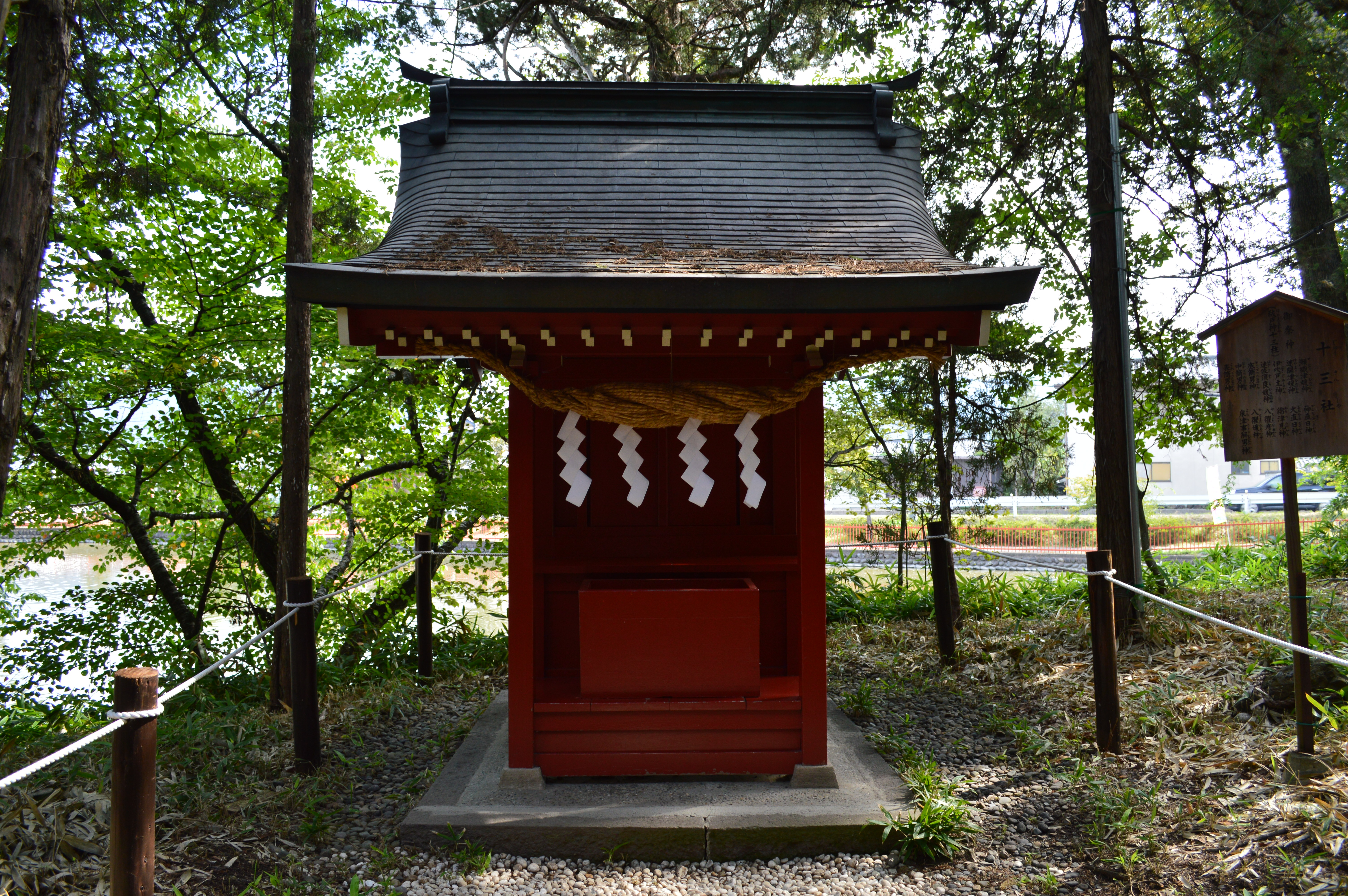
十三社

境外社
- 山宮社
  - 鎮座地：上田市下之郷（北緯36度21分57.64秒 東経138度14分17.33秒 / 北緯36.3660111度 東経138.2381472度）
    - 御柱で使う柱は、山宮社の立つ山から伐り出される。また、周辺一帯には東信濃最大の古墳群が残っている[2]。
- 御旅所社
  - 鎮座地：上田市下之郷（北緯36度21分52.50秒 東経138度13分49.66秒 / 北緯36.3645833度 東経138.2304611度）

## 祭事

### 式年祭
式年祭として、御柱祭（おんばしらさい）が6年に一度、寅年・申年の4月中旬に催行される。この祭は、諏訪神が諏訪に向かう途中で当地に留まった際、生島・足島両神に対して御柱を奉ったのが由来という。

### 御籠祭
御籠祭（おこもりさい）は、摂社の諏訪神が半年間本社本殿に留まる（籠もる）祭。この祭は、諏訪神が諏訪に向かう際に当地で生島・足島両神に米粥を煮て奉仕したという伝承に基づく。
4月18日（還座祭）と11月3日（遷座祭）、祭神が移る「御移神事」を行う。そしてその間、諏訪神は本殿内に留まることとなる。遷座の際には、諏訪神は普段閉じられている神橋を渡御する。そして籠っている間、1週間に1度飯を諏訪神に献じ、諏訪神はそれを生島・足島両神に献じるという神事が行われる。

## 文化財

### 重要文化財（国指定）
- 生島足島神社文書 94通（古文書）
  - 文書のうち、生島足島神社起請文は武田家臣団が信玄への忠誠を誓約した起請文である。起請文において一般的な熊野牛王宝印が使用され、甲斐本国に加え武田領国化された信濃や西上野など武田家臣団の一部にあたる237名が誓約し、うち83通が現存している。日付は永禄9年（1566年）8月23日付のものが3通、翌永禄10年（1567年）8月7日付のものが72通、同年8月8日付のものが8通。
  - 起請文作成の背景として、永禄10年（1567年）に信玄嫡男の義信が甲府で幽閉され自害した義信事件に際し、家臣団の動揺を鎮める意図があったと指摘される。（昭和34年（1959年）に奥野高広が指摘して以来）この見解が支持されているが、一方で信玄期に北信地域で繰り広げられていた川中島の戦いに代表される、越後の上杉謙信との対決に際した戦勝祈念の意図も指摘されている（西川広平による）。西川の研究によって、従来通説とされてきた「川中島の戦い5回説」に代わる「川中島の戦い6回説」が出されることになった[11]。昭和62年6月6日指定[12][13]。

### 長野県指定文化財
- 長野県宝（有形文化財）
  - 本殿内殿（建造物） - 平成10年10月26日指定[6][14]。
  - 歌舞伎舞台（建造物） - 昭和61年8月25日指定[9][15]。
  - 摂社諏訪社本殿及び門（建造物） - 平成14年3月28日指定[10][16]。

### 上田市指定文化財
- 有形文化財
  - 鉄製湯釜（金工品） - 昭和55年4月8日指定[17]。
  - 木造狛犬 1対（彫刻） - 昭和55年4月8日指定[18]。
- 無形民俗文化財
  - 下之郷三頭獅子 - 平成11年2月9日指定[19]。

## 関係地
泥宮神社
- 鎮座地：上田市本郷（北緯36度21分09.35秒 東経138度11分55.46秒 / 北緯36.3525972度 東経138.1987389度）
- 祭神：建御名方富命

生島足島神社の南西方に鎮座する。生島足島神社は当地から下之郷に遷座したという説がある。「泥宮」の名の通り当地一帯は湿地で、古代から稲作が行なわれていたと想定され、西の台地から多数の弥生土器が出土している。また地名「本郷」の名が示すように、一帯は古代の「安宗郷（あそごう）」の本郷であって塩田平の中心地であることから、遷座伝承の史実性が指摘される。

## 現地情報
所在地
- 長野県上田市下之郷中池西701

交通アクセス
- 鉄道：上田電鉄別所線 下之郷駅 （徒歩約5分）
  - かつては上田丸子電鉄西丸子線宮前駅が境内に隣接していた（昭和38年（1963年）廃止）。

- バス：千曲バス・上田バス
  - 生島足島神社神社前バス停。
    - 丸子駅（バスターミナル）へ向かう西丸子線と松本市へ向かう上田 - 松本線（主に土日祝運行）、道の駅美ヶ原高原へ向かう美ヶ原高原観光バス（季節運行）が利用できる。
    - なお、上田 - 松本線および美ヶ原高原観光バスで上田駅 - 生島足島神社前間のみの利用はできない。